# Babiana dregei
Babiana dregei är en irisväxtart som beskrevs av John Gilbert Baker. Babiana dregei ingår i släktet Babiana och familjen irisväxter. Inga underarter finns listade i Catalogue of Life.